# Шехаб, Морис
Эмир Морис Шехаб (араб. موريس حافظ شهاب‎; 27 декабря 1904, Хомс — 24 декабря 1994, Бейрут) — ливанский археолог и хранитель музея. Работал главой Службы древностей Ливана и куратором Национального музея Бейрута с 1942 по 1982 год. Был признан «отцом современной ливанской археологии».

## Биография
Морис Шехаб происходил из маронитской ветви династии Шехаб и был связан с Халедом Шехабом (премьер-министром Ливана в 1938 и 1952—1953 годах) и Фуадом Шехабом (президентом Ливана с 1958 по 1964 год).
Родился в сирийском городе Хомс, где его отец работал врачом и почётным консулом Франции. Морис вернулся в Бейрут со своей семьей в 1920 году, где вскоре закончил обучение в Университете Святого Иосифа на факультете философии и права. Получив степень бакалавра в 1924 году, начал изучать историю в Парижском университете, Практической школе высших исследований и Парижском католическом институте. Став выпускником, изучал археологию в Школе Лувра, где получил диплом в 1928 году.
Вернувшись в Бейрут в 1928 году, работал во Французском институте восточной археологии под французским мандатом. Стоял у истоков зарождающегося Национального музея Бейрута с 1928 по 1942 год. Принял участие в организации коллекции музея на основе личной коллекции Раймона Вейля. Также попрепятствовал вывозу коллекции саркофагов Форда и новых археологических находок из Ливана.
Постройка музея была завершена в 1937 году, а спустя пять лет состоялось его открытие президентом Ливанской Республики Альфредом Наккаче. Шехаб стал главой Службы древностей в 1942 году, спустя два года директором музея, а затем и генеральным директором вплоть до 1982 года. Помимо работы в музее, с 1945 по 1974 год занимал пост профессора истории в Ливанском университете.
Научные труды, написанные Шехабом, посвящены истории Леванта со времён Древнего Египта и Финикии, через греческое, персидское, македонское, селевкидское и римское влияние и оккупацию, вплоть до мусульман и крестоносцев и Османской империи с XVI века.
Под его руководством проходили археологические раскопки древнего Тира, раскопки в Сидоне в сотрудничестве с Морисом Дюнаном. Также Шехаб участвовал в восстановлении дворца Байтэддин османского периода.
Когда в 1976 году обострилась гражданская война в Ливане, Шехаб вместе с женой организовал защиту музейных коллекций. Штаб-квартира Главного управления древностей Национального музея располагалась в самом центре зоны боевых действий, на так называемой «Музейной аллее». Шехаб позаботился о безопасном хранении небольших предметов в подвале за железобетонными стенами. Некоторые предметы, спрятанные в библиотеке на втором этаже, были уничтожены в результате пожара, вызванного ракетным обстрелом, при этом многие бронзовые предметы расплавились, а другие сильно обгорели. Каталоги, картотеки и фотоархив музея были уничтожены. Другие объекты были перемещены в подземное хранилище в замке Библос, или в хранилища Центрального банка Ливана, или во Французский археологический институт в Дамаске, именно из внешних хранилищ многие предметы были украдены. Более тяжелые предметы были заключены в толстые двойные слои бетона прямо в музейных залах, в том числе саркофаг царя Ахирама с древнейшей финикийской надписью; мозаичные полы были покрыты пластиком, а затем залиты бетоном. Помимо этого, Шехаб распускал слухи, что экспонаты музея отправлены за границу, чтобы отвлечь внимание от достояния музея.

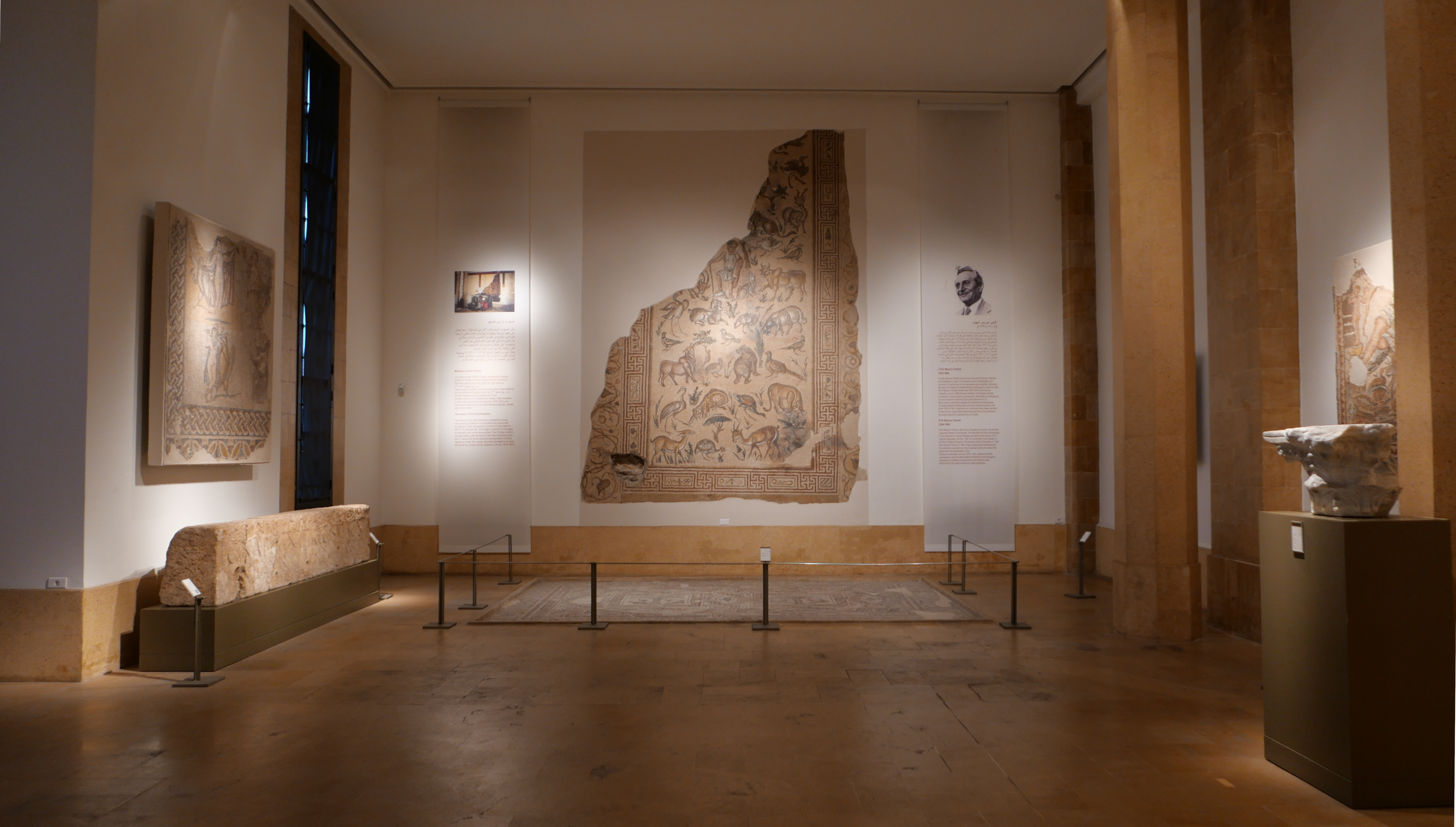
Галерея имени Мориса Шехаба в Национальном музее Бейрута

В 1936 году Шехаб основал археологический журнал «Бюллетень музея Бейрута» («Бюллетень Бейрутского музея»). Было издано 36 томов, прежде чем публикация была остановлена в 1986 году из-за гражданской войны. Им было опубликовано много книг по археологии Ливана, финикийцев и отдельно по археологии Тира, а также исследований по мозаикам, римлянам и крестовым походам.
В 1945 году женился на Ольге Чайбан, дочери врача императора Эфиопии Хайле Селассие.
Шехаб вышел на пенсию в 1982 году. В 1991 году в Ливан вернулась мирная жизнь, музей был вновь открыт в 1993 году в очень повреждённом состоянии, с обгоревшими, покрытыми граффити, пробитыми бомбами и пулями стенами. Шехаб умер в 1994 году и не дожил до полного открытия отреставрированного музея в 1999 году.
Морис Шехаб был офицером Ордена Почётного легиона, Ордена академических пальмовых ветвей и Ордена искусств и литературы.